# 天仓增十三
鯨魚座28，又名BD-10 230，HD 6530、SAO 147606、HR 317，是鯨魚座的一颗恒星，视星等为5.58，位于銀經134.92，銀緯-72.37，其B1900.0坐标为赤經1h 1m 4.1s，赤緯-10° -72.37′ 30″。